# Bielecki Island
Bielecki Island ist eine Insel im westlichen Abschnitt der Joubin-Inseln im westantarktischen Palmer-Archipel. Sie liegt 800 m nördlich von Trundy Island.
Das Advisory Committee on Antarctic Names benannte sie 1975 nach Johannes N. Bielecki (* 1936), assistierender Ingenieur auf der RV Hero der National Science Foundation auf ihrer Antarktisfahrt zur Palmer-Station im Jahr 1968.